# Saint-Cyr-le-Chatoux
Pour les articles homonymes, voir Saint-Cyr.
Saint-Cyr-le-Chatoux est une commune française, située dans le département du Rhône en région Auvergne-Rhône-Alpes, à environ 50 km au nord-ouest de Lyon.
Cette commune agricole et forestière se situe dans l'ouest du Beaujolais, sur une crête séparant la vallée de la Saône et la vallée de l'Azergues. Traversé par la route départementale 504 (ancienne route nationale 504), le village eut pendant longtemps un rôle de halte pour les voyageurs, leur offrant un large panorama sur l'agglomération de Villefranche-sur-Saône et le sud du Beaujolais.
Avec environ 150 habitants, il s'agit de la troisième commune la moins peuplée du département, derrière Vernay et Azolette.

## Géographie

### Climat
Pour des articles plus généraux, voir Climat d'Auvergne-Rhône-Alpes et Climat du Rhône.
En 2010, le climat de la commune est de type climat des marges montargnardes, selon une étude du Centre national de la recherche scientifique s'appuyant sur une série de données couvrant la période 1971-2000. En 2020, Météo-France publie une typologie des climats de la France métropolitaine dans laquelle la commune est exposée à un climat de montagne ou de marges de montagne et est dans la région climatique  Nord-est du Massif Central, caractérisée par une pluviométrie annuelle de 800 à 1 200 mm, bien répartie dans l’année. 
Pour la période 1971-2000, la température annuelle moyenne est de 9,5 °C, avec une amplitude thermique annuelle de 17 °C. Le cumul annuel moyen de précipitations est de 1 030 mm, avec 11,1 jours de précipitations en janvier et 8,1 jours en juillet. Pour la période 1991-2020, la température moyenne annuelle observée sur la station météorologique installée sur la commune est de 10,7 °C et le cumul annuel moyen de précipitations est de 959,9 mm,. Pour l'avenir, les paramètres climatiques de la commune estimés pour 2050 selon différents scénarios d'émission de gaz à effet de serre sont consultables sur un site dédié publié par Météo-France en novembre 2022.
| Mois                                  | jan.             | fév.            | mars           | avril         | mai             | juin          | jui.         | août          | sep.          | oct.          | nov.           | déc.             | année      |
| ------------------------------------- | ---------------- | --------------- | -------------- | ------------- | --------------- | ------------- | ------------ | ------------- | ------------- | ------------- | -------------- | ---------------- | ---------- |
| Température minimale moyenne (°C)     | −0,5             | −0,2            | 2,7            | 5,3           | 9,1             | 12,7          | 14,7         | 14,8          | 11,2          | 7,8           | 3,1            | 0,4              | 6,8        |
| Température moyenne (°C)              | 2,2              | 3               | 6,7            | 9,7           | 13,7            | 17,6          | 19,8         | 19,8          | 15,6          | 11,3          | 6              | 3                | 10,7       |
| Température maximale moyenne (°C)     | 4,8              | 6,1             | 10,6           | 14,2          | 18,3            | 22,5          | 25           | 24,9          | 20,1          | 14,8          | 8,8            | 5,6              | 14,6       |
| Record de froid (°C) date du record   | −13,3 03.01.1993 | −15,2 05.02.12  | −14,6 01.03.05 | −5,3 08.04.03 | −1,2 04.05.1987 | 3,1 02.06.06  | 5,6 10.07.14 | 6 28.08.1998  | 2,2 25.09.02  | −4,1 25.10.03 | −10 22.11.1998 | −12,5 30.12.1996 | −15,2 2012 |
| Record de chaleur (°C) date du record | 15,4 24.01.1997  | 18,8 24.02.1990 | 23,3 24.03.01  | 27 21.04.18   | 30,1 24.05.09   | 36,1 27.06.19 | 38 31.07.20  | 37,8 12.08.03 | 32,6 14.09.20 | 26 04.10.11   | 21 01.11.20    | 18,9 16.12.1989  | 38 2020    |
| Précipitations (mm)                   | 70,1             | 59,4            | 61,5           | 69,9          | 88              | 85,3          | 85,4         | 82,5          | 75,3          | 100,6         | 103,2          | 78,7             | 959,9      |

## Urbanisme

### Typologie
Au 1er janvier 2024, Saint-Cyr-le-Chatoux est catégorisée commune rurale à habitat dispersé, selon la nouvelle grille communale de densité à sept niveaux définie par l'Insee en 2022.
Elle est située hors unité urbaine et hors attraction des villes,.

### Occupation des sols
L'occupation des sols de la commune, telle qu'elle ressort de la base de données européenne d’occupation biophysique des sols Corine Land Cover (CLC), est marquée par l'importance des forêts et milieux semi-naturels (63 % en 2018), une proportion sensiblement équivalente à celle de 1990 (63,4 %). La répartition détaillée en 2018 est la suivante : 
forêts (44,1 %), prairies (37 %), milieux à végétation arbustive et/ou herbacée (18,9 %). L'évolution de l’occupation des sols de la commune et de ses infrastructures peut être observée sur les différentes représentations cartographiques du territoire : la carte de Cassini (XVIIIe siècle), la carte d'état-major (1820-1866) et les cartes ou photos aériennes de l'IGN pour la période actuelle (1950 à aujourd'hui).

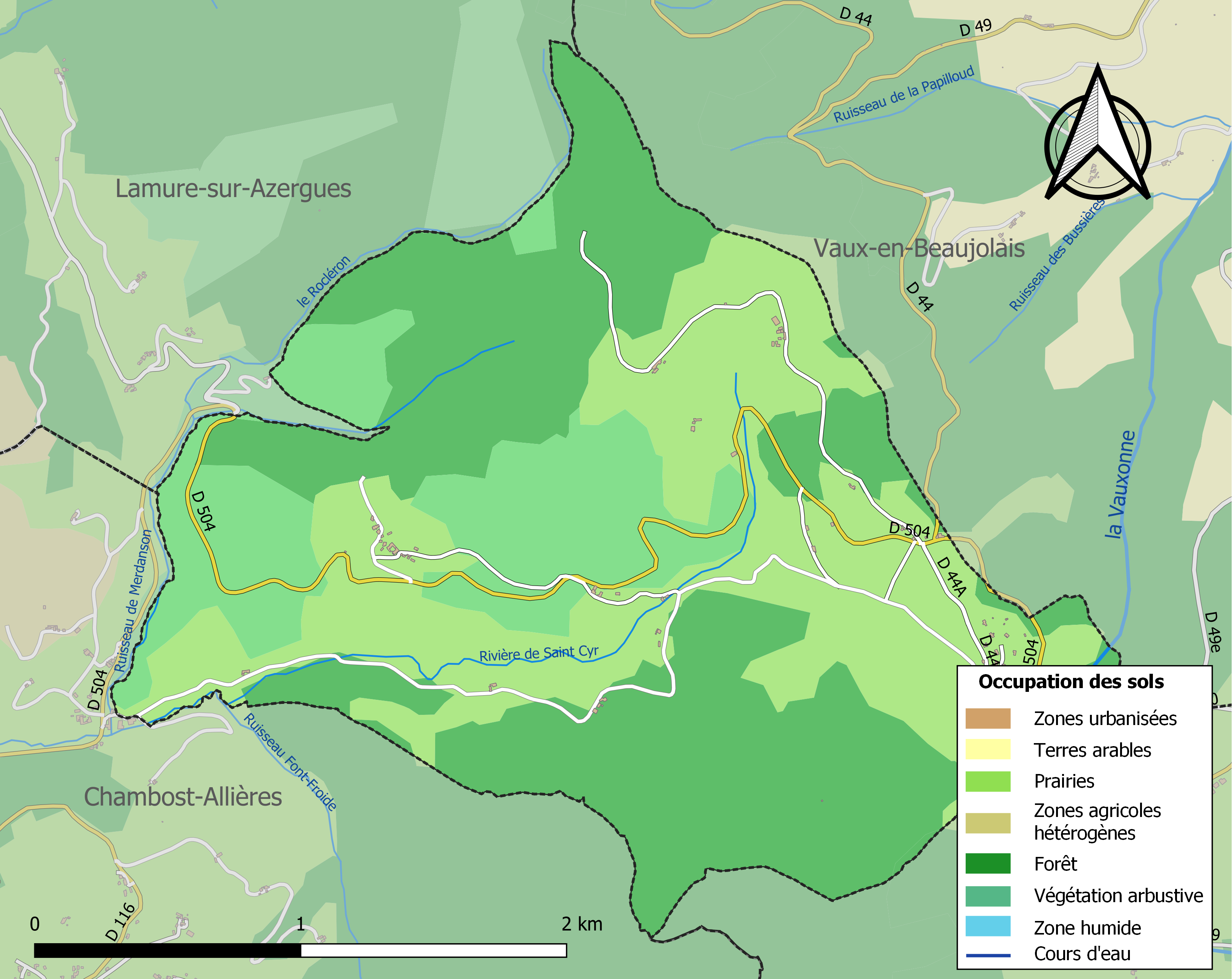
Carte des infrastructures et de l'occupation des sols de la commune en 2018 (CLC).

## Toponymie
La commune doit pour partie son nom à saint Cyr, jeune martyr chrétien du IVe siècle, fils de sainte Julitte. La plus ancienne mention connue remonte à 1443.

## Histoire

### Antiquité
Aucune trace d'occupation n'est attestée pendant la période romaine, tant au niveau archéologique que bibliographique.

## Politique et administration

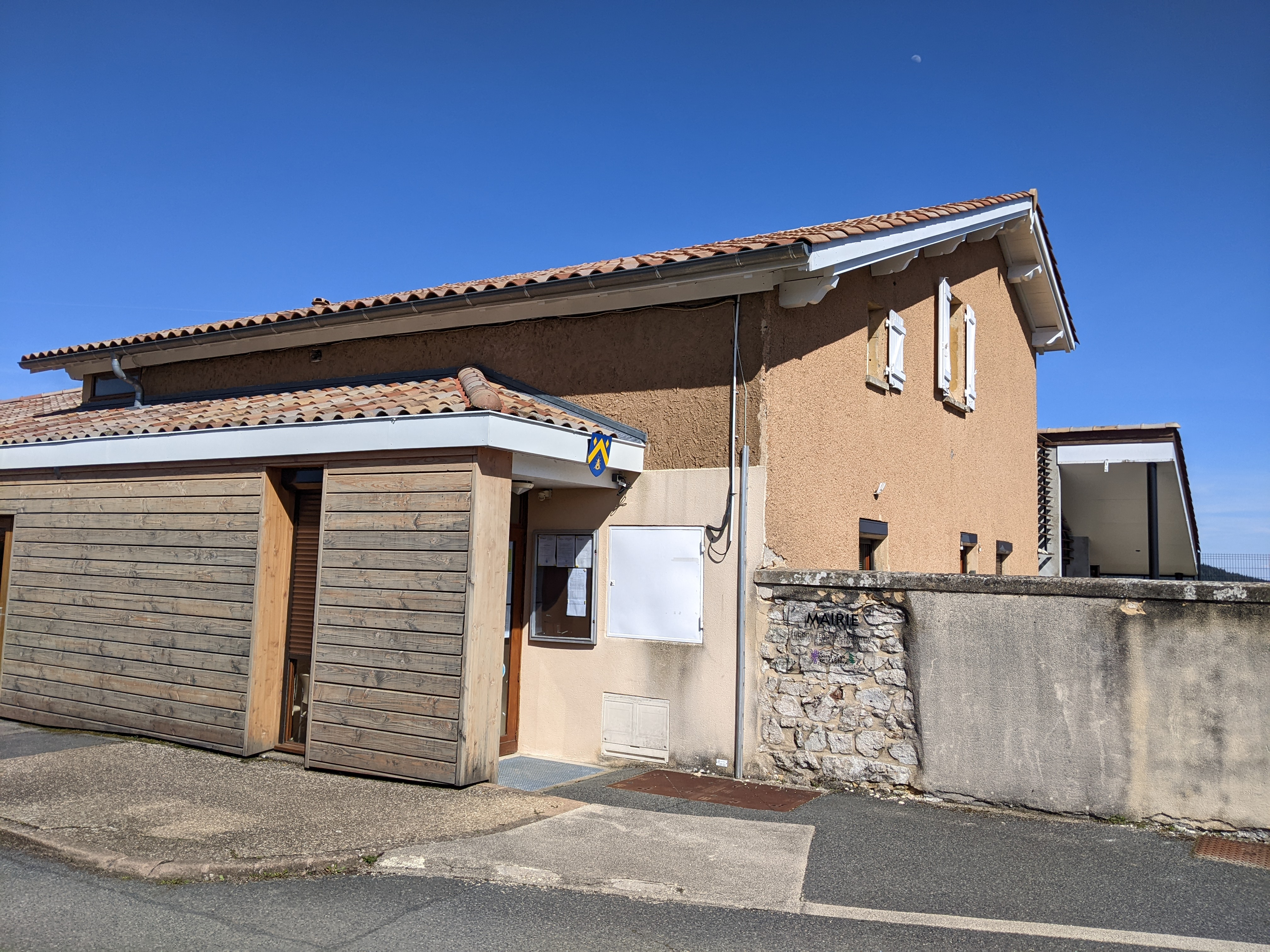
Mairie

| Période                                  | Période  | Identité             | Étiquette | Qualité |
| ---------------------------------------- | -------- | -------------------- | --------- | ------- |
| 2001                                     | En cours | Jean-Pierre Dumontet |           |         |
| Les données manquantes sont à compléter. |          |                      |           |         |

## Démographie
L'évolution du nombre d'habitants est connue à travers les recensements de la population effectués dans la commune depuis 1793. Pour les communes de moins de 10 000 habitants, une enquête de recensement portant sur toute la population est réalisée tous les cinq ans, les populations de référence des années intermédiaires étant quant à elles estimées par interpolation ou extrapolation. Pour la commune, le premier recensement exhaustif entrant dans le cadre du nouveau dispositif a été réalisé en 2004.

En 2022, la commune comptait 156 habitants, en évolution de +10,64 % par rapport à 2016 (Rhône : +3,93 %, France hors Mayotte : +2,11 %).
| 1793 | 1800 | 1806 | 1821 | 1831 | 1836 | 1841 | 1846 | 1851 |
| ---- | ---- | ---- | ---- | ---- | ---- | ---- | ---- | ---- |
| 213  | 198  | 221  | 208  | 243  | 223  | 243  | 215  | 217  |

| 1856 | 1861 | 1866 | 1872 | 1876 | 1881 | 1886 | 1891 | 1896 |
| ---- | ---- | ---- | ---- | ---- | ---- | ---- | ---- | ---- |
| 214  | 200  | 190  | 180  | 164  | 177  | 185  | 162  | 141  |

| 1901 | 1906 | 1911 | 1921 | 1926 | 1931 | 1936 | 1946 | 1954 |
| ---- | ---- | ---- | ---- | ---- | ---- | ---- | ---- | ---- |
| 134  | 131  | 135  | 111  | 125  | 103  | 119  | 92   | 76   |

| 1962 | 1968 | 1975 | 1982 | 1990 | 1999 | 2004 | 2006 | 2009 |
| ---- | ---- | ---- | ---- | ---- | ---- | ---- | ---- | ---- |
| 55   | 50   | 68   | 88   | 85   | 107  | 121  | 123  | 125  |

| 2014 | 2019 | 2022 | - | - | - | - | - | - |
| ---- | ---- | ---- | - | - | - | - | - | - |
| 140  | 153  | 156  | - | - | - | - | - | - |

## Lieux et monuments

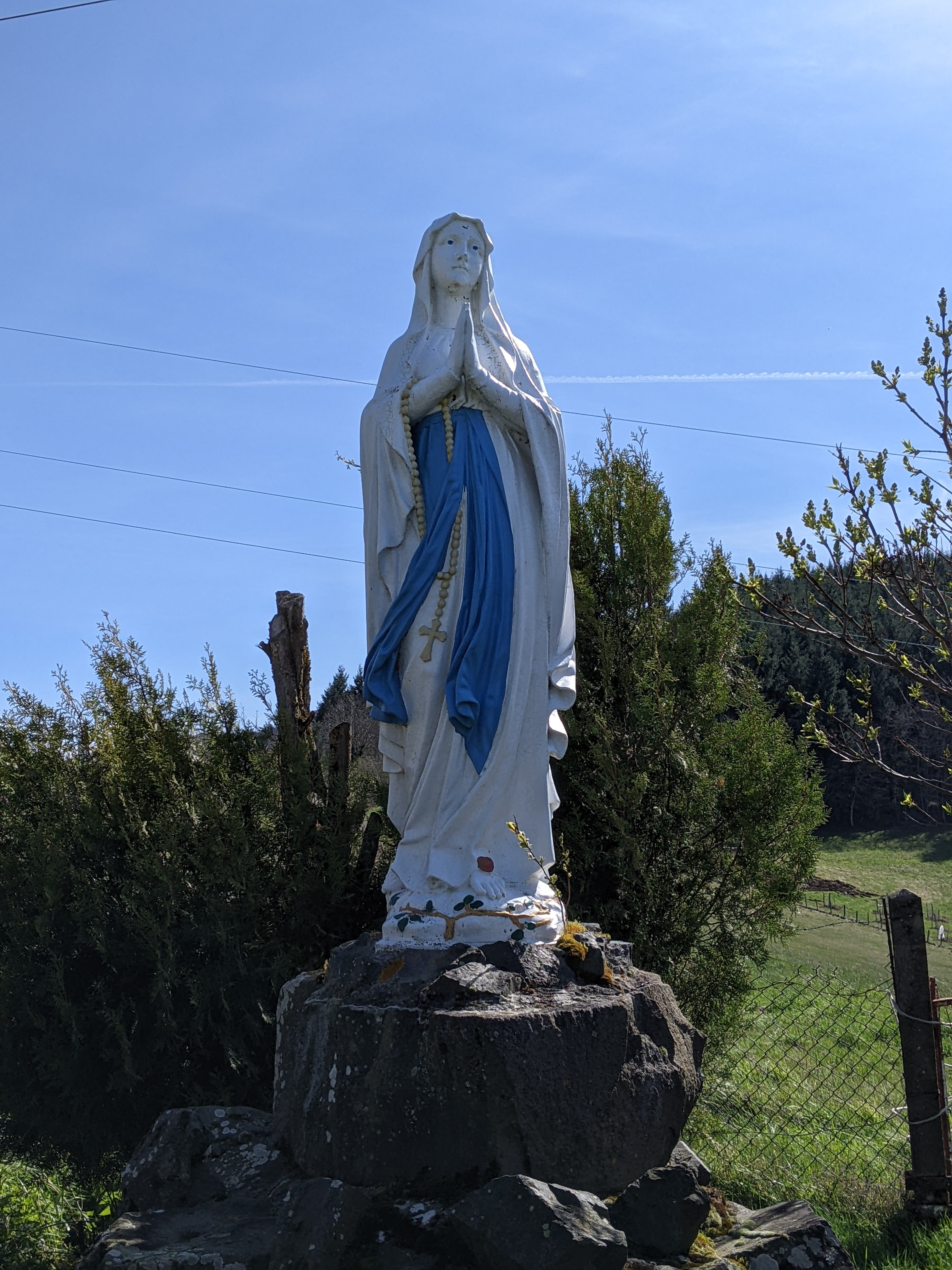
Madone

L'église Saint-Cyr actuelle a été bâtie en 1847-1849 par l'architecte Denonfoux sur les bases de l'ancienne qui était devenue insalubre et inutilisable. Elle est de style néo-roman en pierres dorées de la région, éclairée au nord et au sud par trois fenêtres en plein cintre. Le clocher carré est érigé au sud-est de l'abside, il accueille trois cloches en bronze (sol dièse, ré dièse et fa dièse). Un ensemble de quatre vitraux représentent Bernadette Soubirous, saint Étienne[Lequel ?], saint Antoine de Padoue et saint Maur.
La mairie-école est construite entre 1855 et 1861 grâce à l'aide financière du château de Montmelas ; ce nouveau bâtiment remplace alors l'ancien qui était sis à l’emplacement du cimetière actuel.
Six croix de chemin sont répertoriées dans la commune, elles datent toutes du XIXe ou du XXe siècle.
Aussi, quelques demeures privées présentent un certain intérêt architectural : la salle du rez-de-chaussée de la maison Geay forme un bel ensemble du XVIe siècle, on trouve une cheminée du XVIIe siècle dans la maison Chizelle et les éléments de la maison Dumontet, dans le bourg, sont bien conservés. La maison de Jessey et la ferme de Merville à Vers Bœuf sont aussi remarquables.